# Rue Sainte-Isaure
Pour les articles homonymes, voir Isaure.
La rue Sainte-Isaure est une voie du 18e arrondissement de Paris, en France.

## Situation et accès
La rue Sainte-Isaure est une voie publique située dans le 18e arrondissement de Paris. Elle débute au 4, rue du Poteau et se termine place Michel-Petrucciani.

## Origine du nom

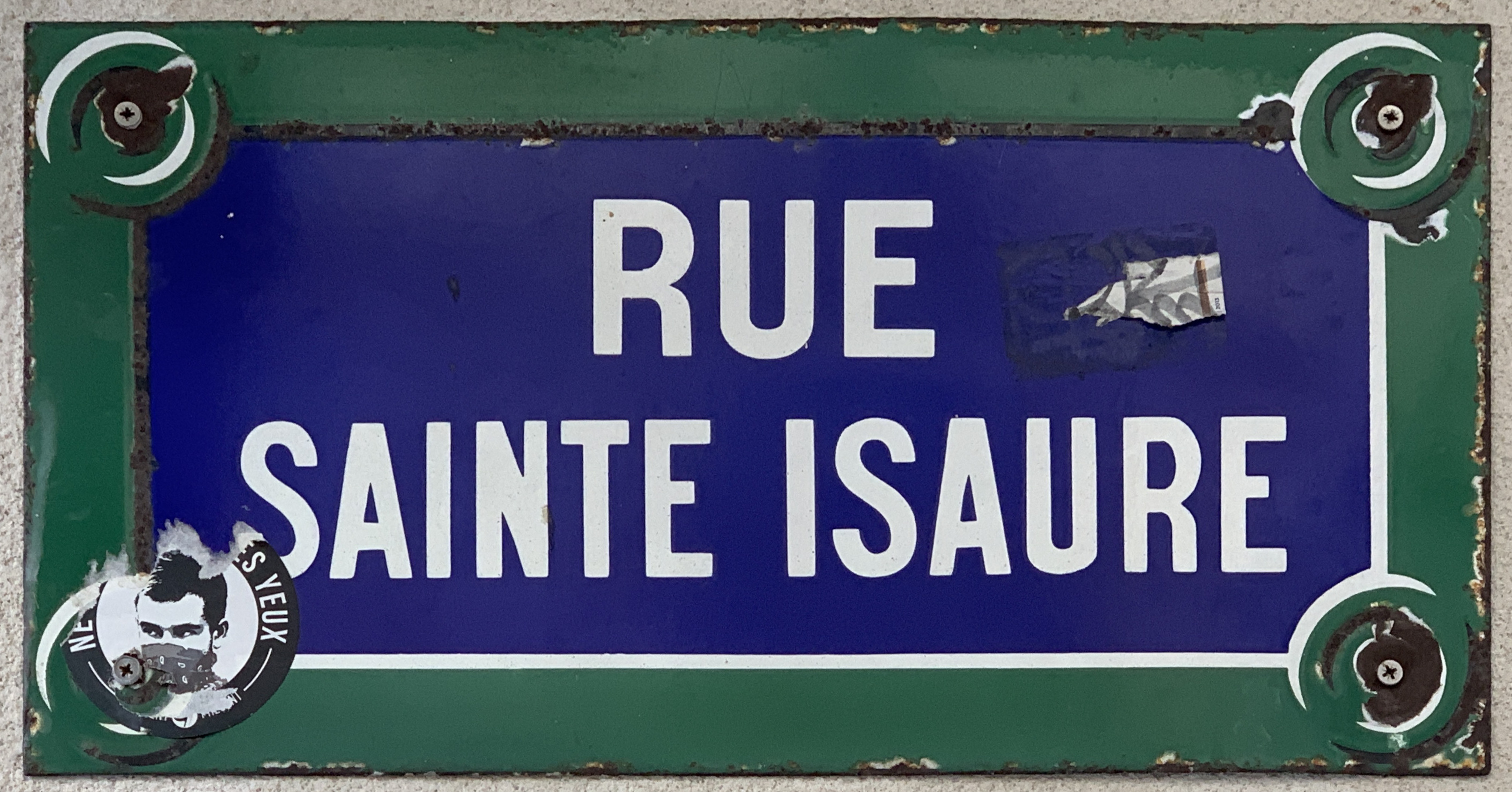
Plaque de la rue.

Hommage à sainte Isaure, Isaure étant le prénom de la femme de M. Versigny, qui créa la rue.

## Historique
Cette rue ouverte par M. Versigny prend son nom actuel par un arrêté du 26 février 1867 avant d'être classée dans la voirie parisienne par un arrêté du 22 juillet 1869. 

## Bâtiments remarquables et lieux de mémoire
- Nos 13-15 : synagogue de la rue Sainte-Isaure.

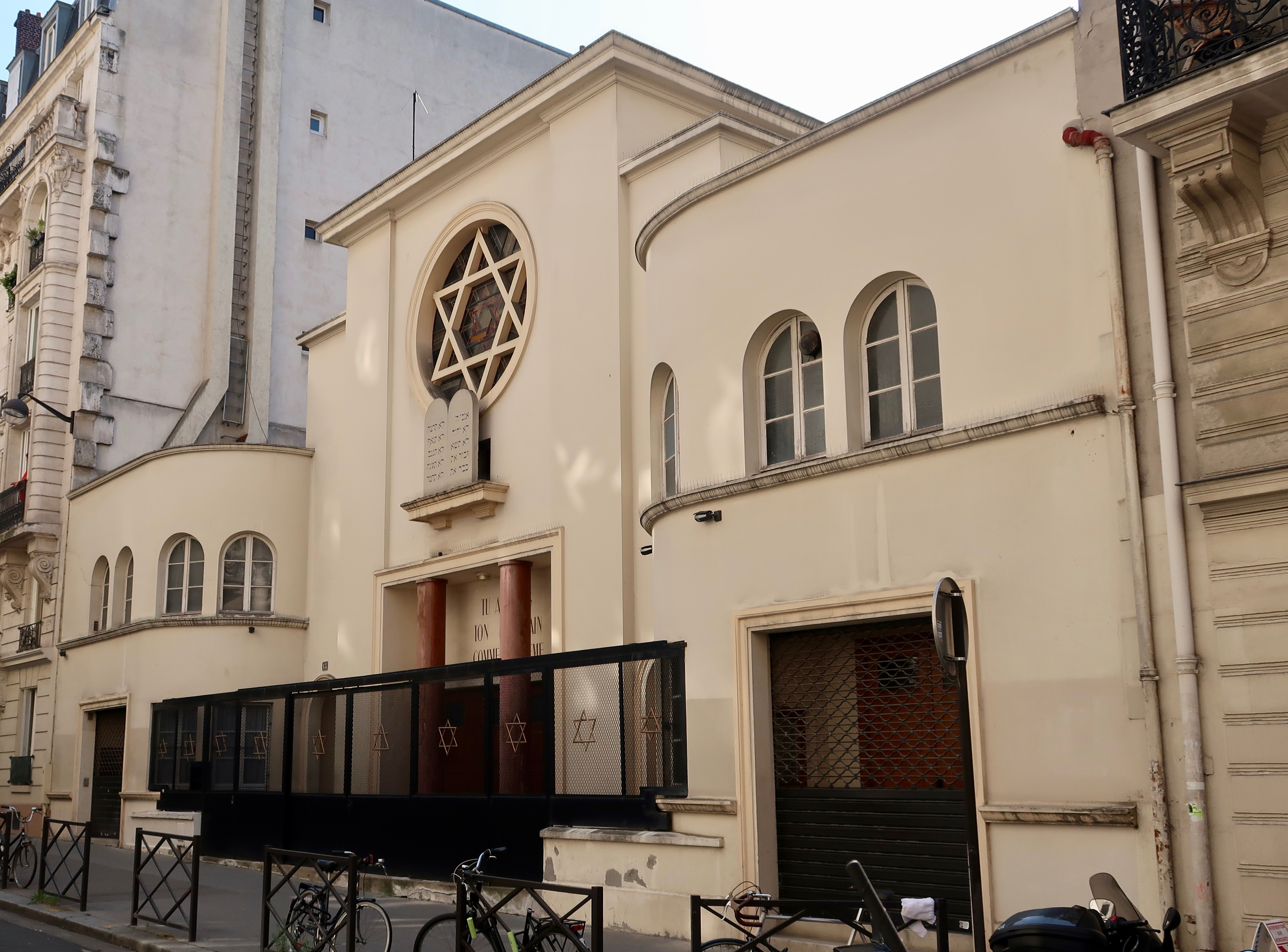
Synagogue au no 13.
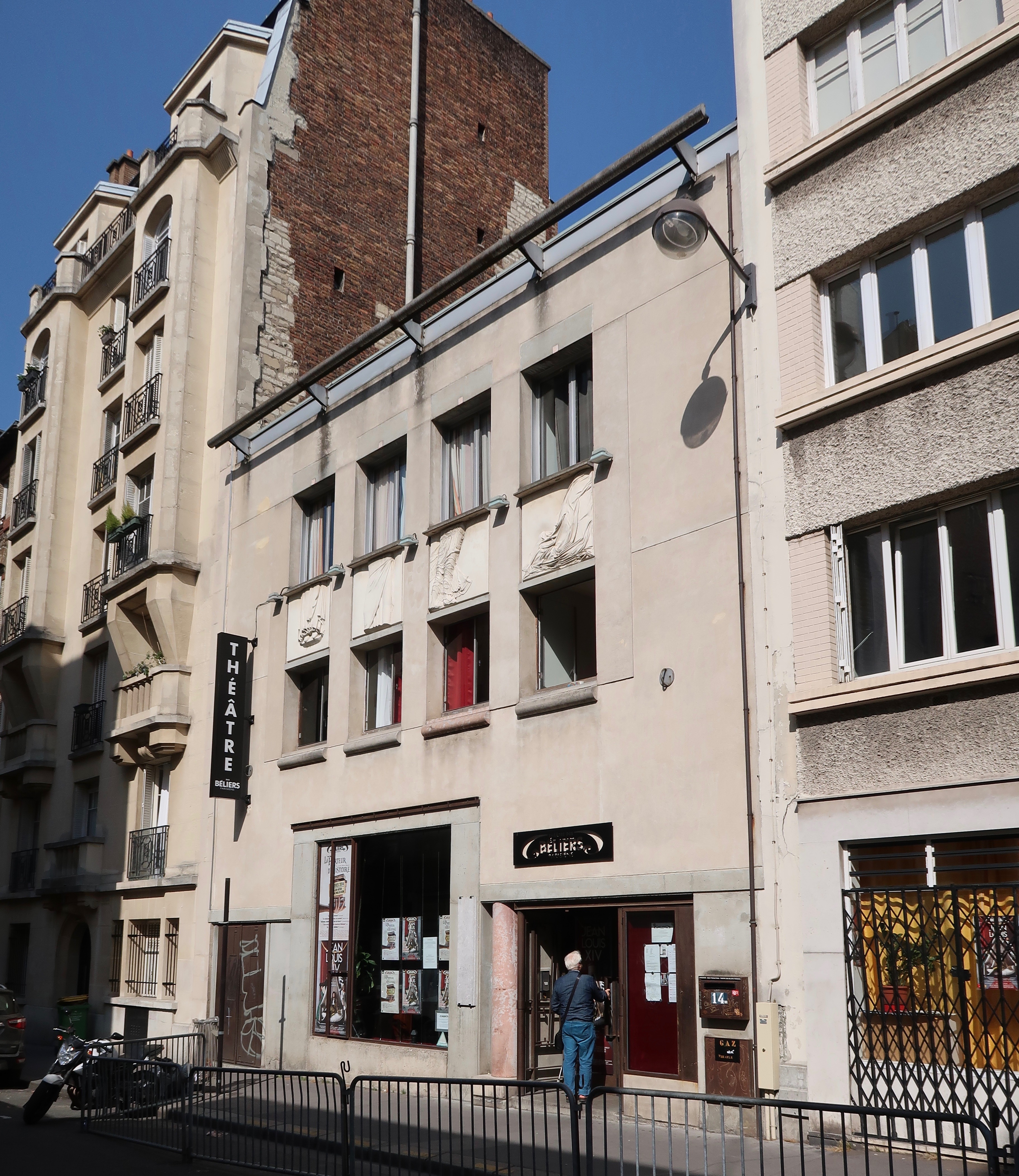
Théâtre des Béliers parisiens au no 14.
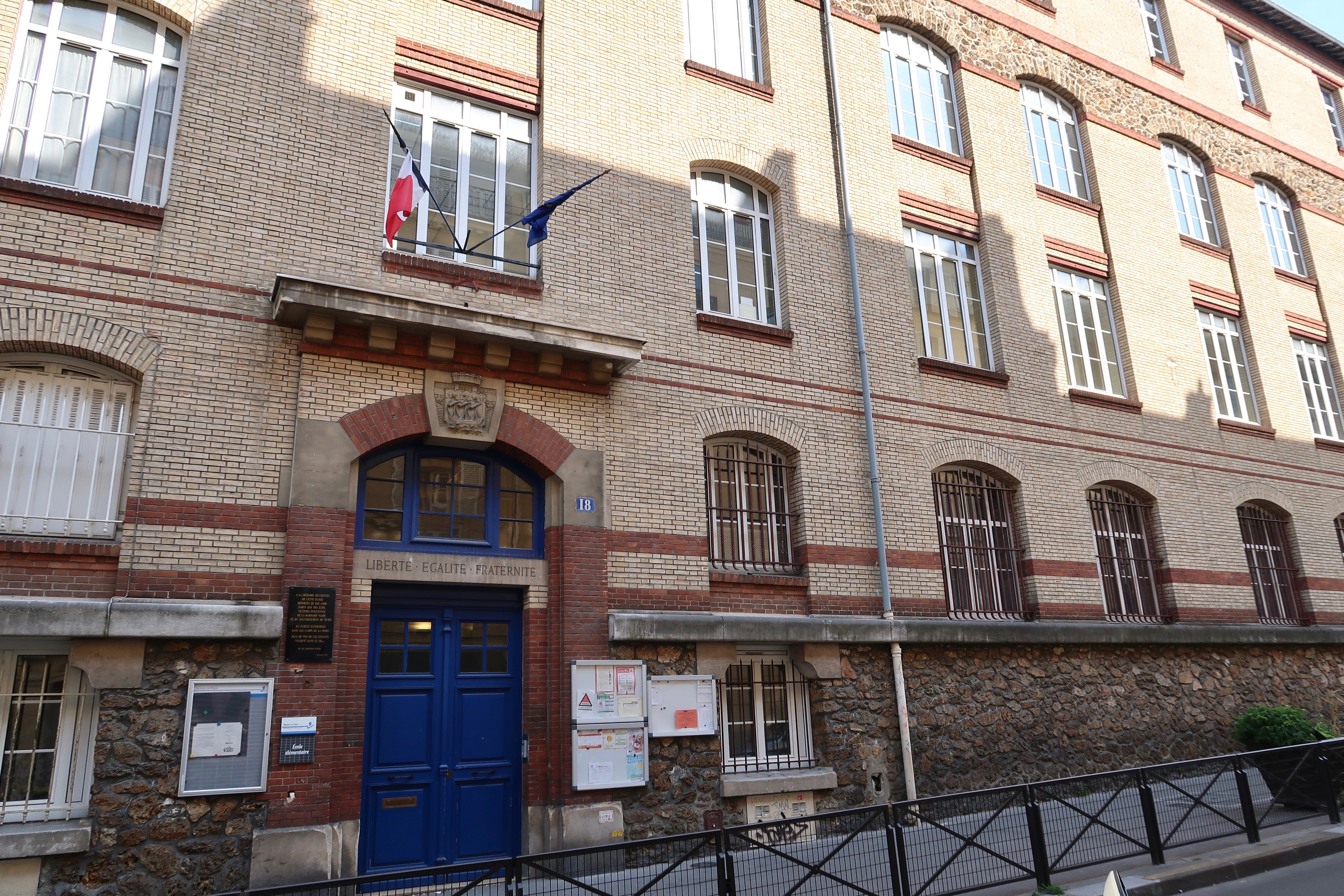
École élémentaire au no 18.